# 志摩地方
志摩地方（しまちほう）は、三重県にある志摩半島南部の地域である。狭義では志摩半島の南部地域、広義では伊勢市二見町東端の松下池ノ浦海岸から旧伊勢国の熊野灘沿岸部に至る地域になる。行政区分ではそれぞれ志摩市のみ及び、志摩市以外に鳥羽市と度会郡南伊勢町を含む地域と考えてよい。度会郡大紀町の沿岸部分の一部は旧伊勢国ではあるが、東紀州に含む場合が多い。この記事では、鳥羽市・志摩市・南伊勢町の広義の志摩地方を説明する。

## 概要
志摩地方は昭和初期まで陸の孤島が数多く閉鎖的な社会でもあったがために、他の地方では見られなくなった民俗伝承・街並みが残る地域である。この地方は沿岸が起伏に富むリアス式海岸であり、交通網の整備には技術的に困難かつ費用が高額となる土木工事が必要なことと、居住人口が少なかったことから昭和初期まで陸の孤島が数多く存在した。テレビ放送は志摩半島最高峰の朝熊（あさま）山（朝熊ヶ岳とも。標高555m）に加え、志摩市内に大王・磯部（青峰山）・志摩和具（後口）に中継局が作られたが電波を起伏に富む地形が遮り、かといって混信の発生を防止するためには中継局は増やせず平成期になっても難視聴地域が残された。この問題は三重県知事・北川正恭の号令の下、県がケーブルテレビ普及に力を入れたことにより解消された。三重県が日本で初めてブロードバンド普及率100%を達成したのは、ケーブルテレビ普及率が100%になったためである。
志摩市の高等学校は県立水産高校が1902年に設立され、普通科高校は1948年に設立された県立志摩高校と2005年に設立された株式会社立高校の代々木高等学校の2校ある。鳥羽市には総合学科を持つ県立鳥羽高校があり、国立鳥羽商船高専も設置されている。南伊勢町には当初、県立南勢高校と県立南島高校の2校があったが、現在は県立南伊勢高南勢校舎のみとなっている。大学進学を目指す場合には志摩市磯部町より北方約20kmの伊勢市などの進学校を選択することが一般化し、交通網の整備が進む1970年ころまでは通学不可能か、通学時間が長時間におよぶのを嫌う生徒が下宿生活を送ることが多かった。学歴を問わず卒業後の就職先としても志摩地方以外を選ぶ者が多く、日本全国の他の多くの地方と同様、都会に出た若者が戻らず過疎化が進行した。
- 人口66,743人、面積528.16km²、人口密度126人/km²。（2025年2月1日、推計人口）

## 交通
南伊勢町以南の東紀州地方と志摩地方はいずれの地域も人口が少ないため往来が少ない。西方は山地であるため、通行が困難な藤坂峠などの山岳路があるのみである。東方は海であるため海路のみとなるが、志摩地方から地域外への定期航路は伊勢湾フェリーのみである。以上より志摩地方から陸路で移動する場合は、多くの場合が北方への移動となる。三重県の県庁所在地の津市や、名古屋・大阪・東京などに向かう場合は、北方の伊勢市または度会郡度会町を経由する必要がある。大阪はほぼ西方にあたるが、紀伊山地に阻まれ道路も鉄道もないため、まず北方に移動する必要がある。東京方面へは鳥羽市から伊勢湾フェリーで伊良湖港へ渡ることも可能である。距離的には紀伊半島を南に回る方が近い和歌山県北部への移動の場合でも交通網が整備された北回りの方が早いため、志摩地方からの移動の大部分は伊勢市などを経由することになる。

### 鉄道
鳥羽市までは1911年7月に参宮線が、鳥羽から志摩市賢島までは1929年に志摩電気鉄道（現在の近鉄志摩線）が単線で開通したが、前島（さきしま）半島と南伊勢町に旅客鉄道が通ることはなかった。（南伊勢町には国鉄南島線計画が存在した。）志摩電気鉄道は鳥羽駅で参宮線に接続されているだけであったため、1970年に近鉄鳥羽線が開通し、他の近鉄線と直結するまでは乗り継ぎが必要であった。志摩線は1986年から複線化が進められたが、全線24.5kmのうち4.3kmの単線区間が2021年現在でも残っている。北川正恭が三重県知事時代に三重新幹線構想（東京 - 名古屋 - 鳥羽）を提起したことがあるが、実現していない。
南伊勢町の旧南島町では国見山石灰鉱業株式会社の石灰鉱山から港までトロッコが運用されていたため、国道260号に踏み切りが設置されていた。この鉱山は1934年（昭和9年）に大阪セメント株式会社により開かれ、昭和54年6月に国見山石灰鉱業株式会社に譲り渡された。1985年（昭和60年）には51名の従業員により564,000トンの石灰石が船に積込まれた。

### 一般道路
道路に関しては山がちであることと、伊勢神宮の神域と接する地理的制限のため、整備が遅れた。

#### 志摩市磯部町
志摩市磯部町（当時の志摩郡磯部町）から北方にあたる名古屋・大阪方面への自動車が通行可能な道路は、技術的・政治的に容易な鳥羽市を経由する現在の国道167号線にあたる鳥羽道の整備が開始されたのが1949年（昭和24年）で、1953年（昭和28年）5月に国道に指定された後も整備が続けられ、全線が片側1車線の舗装道路となったのは1965年（昭和40年）であった。最短コースは神域の島路山を縦断する必要があることと、計画を立てた後に日露戦争と日中戦争が始まり調査が2回中止になったことから整備が遅れた。1965年（昭和40年）に伊勢道路が開通したが、1985年（昭和60年）までの20年間は有料であった。

#### 志摩市東部
国道167号と伊勢道路はいずれも磯部町を経由するため、前島半島から鳥羽方面への道路の整備が望まれた結果パールロードが1976年に全線開通となったが、この道路も30年間は有料とされ、全線が無料となったのは2006年のことである。

#### 南伊勢町五ヶ所浦

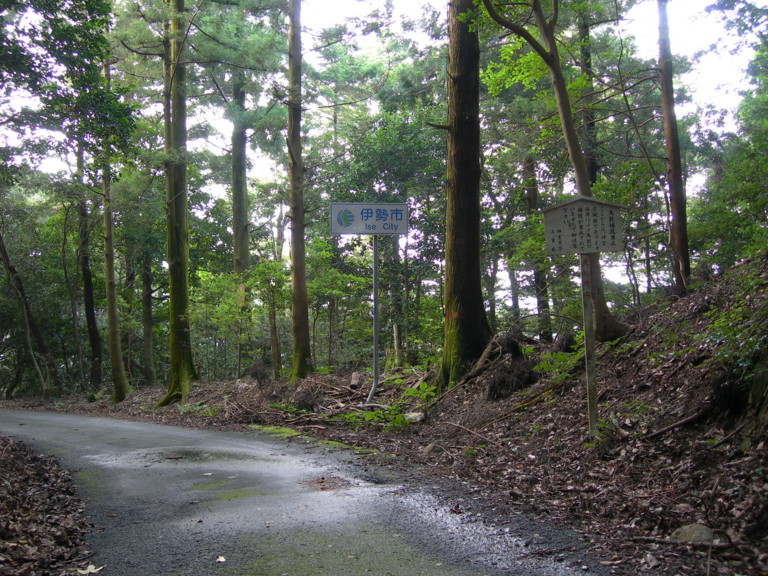
三重県道12号剣峠

南伊勢町五ヶ所浦から伊勢市への道路は、伊勢神宮の神域を迂回するサニーロード（三重県道玉城南勢線）が1984年（昭和59年）に開通するまでは、九十九折りの難所で知られる剣峠を経由する三重県道12号伊勢南勢線のみであった。三重県道12号は神域の神路山を縦断する道路であるため整備が遅れ、全面が舗装道路となったのが1970年代以降であった。2006年現在でもほぼ全線が幅員3m程度の通行困難な道路であり、大型車は通行禁止である。サニーロードが開通するまでは伊勢道路を経由するのが一般的であったため、南伊勢町は旧伊勢国であったが、旧志摩国の志摩市と深い関係を持つようになった。

#### 南伊勢町旧南島町

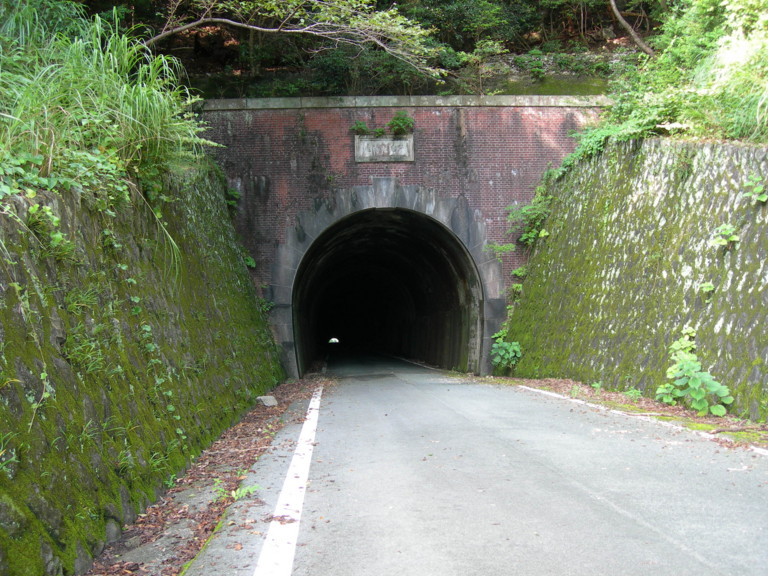
三重県道22号旧野見坂トンネル

南伊勢町のうち旧南島町道方から伊勢方面への大型車が通行可能な道路は、能見坂峠を経由する三重県道22号南島線のみである。南島線は度会郡度会町南中村より北方は小さい起伏が続く程度であるが、度会町との境になる能見坂峠は剣峠ほどではないものの、いずれの側からも九十九折りであった。峠にある野見坂トンネルは御木本幸吉の資金援助により1928年（昭和3年）に作られた。トンネルの幅員が3.7mと狭いなど、小型乗用車がすれ違うのが困難な場所があるといった状況が長らく続いていたが、2002年（平成14年）に九十九折り区間より低所に新トンネルが開通し、大型車の通行が容易になると同時に約10分の時間短縮となった。

### 高速道路
2021年現在では志摩地方には高速道路は通っていない。自動車専用道路の伊勢二見鳥羽有料道路も鳥羽市近くの伊勢市内までであり、高速道路を利用するためには伊勢二見鳥羽有料道路二見浦出入口または伊勢市の伊勢自動車道伊勢IC、あるいは伊勢市と度会町を経由した上で度会郡玉城町の伊勢自動車道玉城ICまで一般道路を通行する必要がある。
2013年に、鳥羽南・白木インターチェンジから松下ジャンクションを繋ぐ第二伊勢道路が開通し、高速道路へのアクセスが改善された。

### 海路
志摩地方の島は無人島が多いが、有人島が3つあるため海路は重要である。有人島のうち賢島は本州と橋で繋がっている。

#### 御座 - 賢島
陸続きであっても前島半島先端の御座から賢島（かしこじま）または浜島へは海路が有利であるため、2006年現在でも近鉄系の志摩マリンレジャーによる定期船が毎日5便、夏季繁忙期には11便のほか、和具と賢島間で毎日18便が運航されている。

#### 渡鹿野島
的矢湾に浮かぶ渡鹿野島（わたかのじま）へ島内のホテルの送迎船のほか、有料の渡し舟が運航されている。
志摩市磯部町的矢地区から三ヶ所地区は三重県道750号阿児磯部鳥羽線になっており、三重県が志摩市に委託し、無料の県道船の定期便が1日6便運航されているほか、待機時間中の随時運航が1日20便程度運航されている。両地区への間に位置する渡鹿野島が県道船の航路に含まれており、渡鹿野島より的矢地区の的矢小学校への通学に利用されていた。

#### 間崎島
英虞湾に浮かぶ間崎島（まさきじま）には主に真珠養殖を営む人が住んでいる。間崎島の間崎港と、本州の和具港へ1日9便、賢島港へ1日9便が志摩マリンレジャーにより運航されている（いずれも2006年現在）。

### 航空路
1960年代前半には水上飛行機（飛行艇）を使用した航空路線が存在した。1960年に日東航空が名古屋 - 志摩 - 串本 - 白浜 - 大阪を結ぶ「紀伊半島一周路線」を開設し、名古屋とは35分で結んでいた。1961年には中日本航空が名古屋 - 志摩 - 串本線を開設した。日東航空は賢島付近、中日本航空は的矢湾に発着していた。　

## 地形
志摩半島#地形を参照。

## 気候
暖流の黒潮（日本海流）の影響を受けるため冬は比較的温暖で、夏は比較的涼しく、年間を通じて過ごしやすい地域である。
湿った南風が吹く場合、北方の伊勢市などとの境にある山地で上昇気流を発生させ降雨することがある（＝地形性降雨）ため、伊勢市などと天候が異なることが多々ある。
- 年間降水量は2,000mm前後で日本の全国平均（1,500mm）に比べてやや多めである。
- 霜が降りる期間が短い。前島半島の先端に位置する御座地区では年によっては霜が降りないことがある。
- 福井英一郎の気候区分ではEk2（中部日本-東海地方型）、関口武の気候区分では北部がIV5（太平洋側気候区-東海地方型）、南部がIII7（太平洋側気候区-南海地方型）に属する。

| 鳥羽（1981 - 2010）の気候                     | 鳥羽（1981 - 2010）の気候 | 鳥羽（1981 - 2010）の気候 | 鳥羽（1981 - 2010）の気候 | 鳥羽（1981 - 2010）の気候 | 鳥羽（1981 - 2010）の気候 | 鳥羽（1981 - 2010）の気候 | 鳥羽（1981 - 2010）の気候 | 鳥羽（1981 - 2010）の気候 | 鳥羽（1981 - 2010）の気候 | 鳥羽（1981 - 2010）の気候 | 鳥羽（1981 - 2010）の気候 | 鳥羽（1981 - 2010）の気候 | 鳥羽（1981 - 2010）の気候 |
| 月                                            | 1月                       | 2月                       | 3月                       | 4月                       | 5月                       | 6月                       | 7月                       | 8月                       | 9月                       | 10月                      | 11月                      | 12月                      | 年                        |
| --------------------------------------------- | ------------------------- | ------------------------- | ------------------------- | ------------------------- | ------------------------- | ------------------------- | ------------------------- | ------------------------- | ------------------------- | ------------------------- | ------------------------- | ------------------------- | ------------------------- |
| 平均最高気温 °C （°F）                        | 9.0 (48.2)                | 9.5 (49.1)                | 13.0 (55.4)               | 18.6 (65.5)               | 22.7 (72.9)               | 25.9 (78.6)               | 29.8 (85.6)               | 31.0 (87.8)               | 27.4 (81.3)               | 21.9 (71.4)               | 16.6 (61.9)               | 11.7 (53.1)               | 19.76 (67.57)             |
| 平均最低気温 °C （°F）                        | 1.7 (35.1)                | 1.8 (35.2)                | 4.4 (39.9)                | 9.3 (48.7)                | 13.9 (57)                 | 18.2 (64.8)               | 22.4 (72.3)               | 23.5 (74.3)               | 20.4 (68.7)               | 14.6 (58.3)               | 8.9 (48)                  | 3.9 (39)                  | 11.92 (53.44)             |
| 降水量 mm （inch）                            | 77.1 (3.035)              | 95.1 (3.744)              | 182.8 (7.197)             | 203.0 (7.992)             | 260.2 (10.244)            | 266.6 (10.496)            | 197.8 (7.787)             | 205.2 (8.079)             | 397.4 (15.646)            | 257.6 (10.142)            | 148.3 (5.839)             | 68.3 (2.689)              | 2,359.4 (92.89)           |
| 平均月間日照時間                              | 159.8                     | 156.4                     | 172.5                     | 179.2                     | 176.4                     | 140.5                     | 174.2                     | 198.1                     | 143.5                     | 151.3                     | 153.9                     | 166.4                     | 1,972.2                   |
| 出典：気象庁 ※日照時間は1987 - 2010年の平年値 |                           |                           |                           |                           |                           |                           |                           |                           |                           |                           |                           |                           |                           |

| 南伊勢（1981 - 2010）の気候                   | 南伊勢（1981 - 2010）の気候 | 南伊勢（1981 - 2010）の気候 | 南伊勢（1981 - 2010）の気候 | 南伊勢（1981 - 2010）の気候 | 南伊勢（1981 - 2010）の気候 | 南伊勢（1981 - 2010）の気候 | 南伊勢（1981 - 2010）の気候 | 南伊勢（1981 - 2010）の気候 | 南伊勢（1981 - 2010）の気候 | 南伊勢（1981 - 2010）の気候 | 南伊勢（1981 - 2010）の気候 | 南伊勢（1981 - 2010）の気候 | 南伊勢（1981 - 2010）の気候 |
| 月                                            | 1月                         | 2月                         | 3月                         | 4月                         | 5月                         | 6月                         | 7月                         | 8月                         | 9月                         | 10月                        | 11月                        | 12月                        | 年                          |
| --------------------------------------------- | --------------------------- | --------------------------- | --------------------------- | --------------------------- | --------------------------- | --------------------------- | --------------------------- | --------------------------- | --------------------------- | --------------------------- | --------------------------- | --------------------------- | --------------------------- |
| 平均最高気温 °C （°F）                        | 10.1 (50.2)                 | 10.7 (51.3)                 | 13.9 (57)                   | 18.9 (66)                   | 22.5 (72.5)                 | 25.4 (77.7)                 | 29.0 (84.2)                 | 30.3 (86.5)                 | 27.6 (81.7)                 | 22.6 (72.7)                 | 17.7 (63.9)                 | 12.8 (55)                   | 20.13 (68.23)               |
| 平均最低気温 °C （°F）                        | 1.3 (34.3)                  | 1.6 (34.9)                  | 4.3 (39.7)                  | 8.7 (47.7)                  | 13.3 (55.9)                 | 17.7 (63.9)                 | 21.9 (71.4)                 | 23.0 (73.4)                 | 20.1 (68.2)                 | 14.3 (57.7)                 | 8.5 (47.3)                  | 3.4 (38.1)                  | 11.51 (52.71)               |
| 降水量 mm （inch）                            | 71.7 (2.823)                | 90.7 (3.571)                | 171.5 (6.752)               | 188.1 (7.406)               | 236.8 (9.323)               | 263.7 (10.382)              | 221.4 (8.717)               | 211.3 (8.319)               | 380.1 (14.965)              | 230.9 (9.091)               | 133.4 (5.252)               | 62.3 (2.453)                | 2,261.9 (89.054)            |
| 平均月間日照時間                              | 141.9                       | 147.1                       | 173.8                       | 183.1                       | 176.1                       | 135.7                       | 164.3                       | 193.4                       | 142.7                       | 145.5                       | 142.4                       | 149.4                       | 1,895.4                     |
| 出典：気象庁 ※日照時間は1988 - 2010年の平年値 |                             |                             |                             |                             |                             |                             |                             |                             |                             |                             |                             |                             |                             |

## 植生
気候の節にあるように、比較的温暖なことから、暖地性植物のハマユウの北限となっているほか、ハマボウの群落が点在する。

## 産業
一般に「海主陸従」と言われ、水産業が中心である。
戦前期は近代の人口増加によって男性は都市へ働きに出るか、遠洋漁業・沿岸漁業に就くほかなかったが、一家を支えるには不十分で、海女として女性が家計を支えてきた。特に先志摩地方では、漁家の女子で潜水技術を持たない者は一人前とされず、嫁入り資格もない、と言われるほど女性が働き手として重視されていた。紀州へカツオ漁の出稼ぎに行ったり、愛知県で貨物船の乗組員になったりした人も少なくなかった。

### 農業
農業に関しては東紀州と似た傾向を持つ。志摩半島は隆起海食台地であるため、栄養分を供給する山林原野に乏しく、江戸時代の農業生産力は、内陸の農村よりも、魚肥を利用できる沿海村の方が上位にあった。
稲作に適した土地が少ないため、稲作は盛んではないが、北部のわずかな平地では水田が広がる。このため、江戸時代の鳥羽藩は厳しい年貢の取り立てを行い、「鳥羽のお城で 今搗く米は 磯部七郷の涙米」と謡われた。山地では、温暖な気候と南向きの斜面が多い地形が適しているみかんの栽培が盛んである。
他方、南部では台地上に広い平地がある一方、大きな河川がないため畑作が中心である。志摩いちごや南張メロン（なんばりメロン）、茶、サツマイモなどが栽培されている。
畜産では、鳥羽市の加茂牛や志摩市のパールポークなど地域ブランドが確立している。生産農家が少ないため、市場になかなか出回らない。

### 漁業
明治中期以降、乱獲により貝類や海藻が激減し、戦前までは朝鮮半島へ出稼ぎに行く者が毎年1,000人にも及んだ。英虞湾と五ヶ所湾は波が穏やかであり、主に筏を用いる真珠などの養殖が盛んである。真珠貝は元々海女が採取していたが、のちに真珠貝も養殖されるようになった。海女の仕事は重労働であるため、若年者で海女になろうとする者は減少傾向にある。
熊野灘では沿岸漁業が盛んであるが、地元以外の市場へ出荷するためには山岳路をトラックで輸送する必要があるため、主に北方への保冷車の往来が多い。地域名を冠するブランド化した水産品に浦村かき・的矢かき・あのりふぐが挙げられる。
漁業統計（1998年）
| 現在の市町名 | 旧町名 | 漁業経営体数 | 漁獲量（t） | 養殖収穫高（t） |
| ------------ | ------ | ------------ | ----------- | --------------- |
| 鳥羽市       | －     | 1,304        | 8,339       | 9,870           |
| 志摩市       | （計） | 2,039        | 14,158      | 3,919           |
| 志摩市       | 磯部町 | 168          | 42          | 1,199           |
| 志摩市       | 阿児町 | 524          | 1,421       | 1,328           |
| 志摩市       | 浜島町 | 211          | 1,451       | 567             |
| 志摩市       | 大王町 | 252          | 1,261       | 466             |
| 志摩市       | 志摩町 | 884          | 9,983       | 359             |
| 南伊勢町     | （計） | 1,181        | 70,745      | 6,492           |
| 南伊勢町     | 南勢町 | 537          | 40,874      | 2,296           |
| 南伊勢町     | 南島町 | 644          | 29,871      | 4,196           |

### 造船業
かつては船大工が数多くいたが、造船の近代化とともに衰退した。

## 文化・風習
志摩地方は陸路の交通の便が悪かったため、独自の文化と風習をもつ。こうした独特の文化を展示する施設として志摩民俗資料館が存在したが、1998年に閉館し、2017年現在は志摩市歴史民俗資料館で見ることができる。また鳥羽市立海の博物館にも水産業や海洋に関する民俗資料が多く収蔵されている。

### 方言
志摩弁を参照。志摩地方共通の方言から特定地区のみで通用するものまで様々である。

### 食文化
伝統的な郷土料理には手こね寿司がある。近年はご当地グルメとしてとばーがーが登場した。生きた魚介を直火で焼く残酷焼は志摩市浜島町浜島の宝来荘が発祥の料理である。洋菓子のシェル・レーヌは鳥羽市の企業ブランカが生産する。
志摩市磯部町恵利原には恵利原早餅つきという、高速で餅をつく伝統芸能がある。恵利原早餅つきと起源を同じくするさわ餅は磯部町の発祥とされる。

### 風習
- 鳥羽市松尾町 - 親取り子取り
- 鳥羽市答志町 - 寝屋子制度（鳥羽市指定無形文化財）

15歳となった男子が、寝屋親（ねやおや）の元で寝泊まりし、生涯親族同様の深い関係を築く制度。漁師育成と婚姻統制の性格を有し、地区の人口減少を食い止める役割も果たしている。元は西日本の漁村によく見られた制度であるが、現在残っている地域はごくわずかとなっている。

### 隠居制
志摩地方では、長男の結婚に伴い親らが主屋を明け渡し、他所に移る「隠居制」が広く存在した。細部は江戸時代の村ごとに差異があり、風習が希薄化・消滅した地域もあれば、維持されている地域もある。土地や労働力の問題から、隠居屋という固定した屋敷は、農村部に見られる。
- 志摩市大王町船越：子供夫婦と2、3年同居した後に隠居屋敷へと住み替えて、家の切り盛りを任せる。
- 志摩市阿児町国府：同居する長子が結婚して初孫誕生の一週間後、他の子どもを連れて隠居屋へと住み替えて家の切り盛りは長子に一任する。

### 信仰
他の地方では見られない民俗神を掲げる。
- オタイサン
- シャグジン
- シュウジン（屋敷神の一つ、志摩市大王町名田）
- テンパクサン
- ミタラサン

### 住居
伝統的な志摩地方の住居は防風設備を備えた小さな家屋を特徴とする。間取りは伊勢平野が「田の字型」であるのに対して、志摩地方は「六つ間」が多い。沿岸部の伝統的な漁村では、家屋の周囲に石垣をめぐらせ、屋根瓦を漆喰（しっくい）で固め、集村を成す。
典型的な例として志摩市阿児町国府の槙垣（まきがき）がある。その名が示す通り、高さ3 - 5mの槙の木でできた垣根で、冬の北西季節風・夏の暴風雨と砂嵐、隣家の類焼防止に効果がある。天正年間に設けられたと言われ、国府独自の隠居制度の発達を促進した。1960年代の民俗学的な調査によってその特異性が注目され、旅行ガイドブックに掲載されるようになった。

### 図書館
志摩地方は三重県における図書館先進地域であり、1908年（明治41年）8月24日には義務教育が4年から6年へ延長されたことを記念して、志摩郡鵜方村に三重県初の村立図書館である、村立鵜方図書館が設立された。三重県で村立鵜方図書館よりも早く開館した図書館は5館しかなく、それらはいずれも私立図書館であった。続いて大正時代には7館が開館し、昭和戦前期には14館が相次いで開館した。それらは以下の通りであるが、太平洋戦争の戦局が厳しさを増すにつれて有名無実の存在となり、そのまま閉館したものも多かった。
| 館名                                   | 公私別 | 開館日                     | 所在地（当時）         | 現住所             | 備考           |
| -------------------------------------- | ------ | -------------------------- | ---------------------- | ------------------ | -------------- |
| 神原第一図書館                         | 私立   | 1914年（大正3年）10月31日  | 度会郡神原村神津佐     | 南伊勢町神津佐     | 啓発小学校内   |
| 神原第二図書館                         | 私立   | 1914年（大正3年）10月31日  | 度会郡神原村山原       | 志摩市磯部町山原   | 成基小学校内   |
| 御大典記念五ヶ所村通俗図書館           | 私立   | 1915年（大正4年）11月10日  | 度会郡五ヶ所村五ヶ所浦 | 南伊勢町五ヶ所浦   | 五ヶ所小学校内 |
| 島津村簡易図書館                       | 私立   | 1918年（大正7年）8月10日   | 度会郡島津村古和浦     | 南伊勢町古和浦     | 島津小学校内   |
| 宿田曽村簡易図書館                     | 公立   | 1923年（大正12年）7月      | 度会郡宿田曽村宿浦     | 南伊勢町宿浦       | 宿田曽小学校内 |
| 的矢村立的矢図書館                     | 公立   | 1924年（大正13年）7月28日  | 志摩郡的矢村的矢       | 志摩市磯部町的矢   | 的矢小学校内   |
| 皇太子殿下御成婚記念磯部村立磯部図書館 | 公立   | 1924年（大正13年）12月12日 | 志摩郡磯部村恵利原     | 志摩市磯部町恵利原 | 磯部小学校内   |
| 鳥羽町立鳥羽図書館                     | 公立   | 1928年（昭和3年）3月31日   | 志摩郡鳥羽町鳥羽       | 鳥羽市鳥羽三丁目   | 鳥羽小学校内   |
| 越賀村立図書館                         | 公立   | 1928年（昭和3年）11月30日  | 志摩郡越賀村           | 志摩市志摩町越賀   |                |
| 長岡村立図書館                         | 公立   | 1928年（昭和3年）12月20日  | 志摩郡長岡村相差       | 鳥羽市相差町       |                |
| 甲賀村立図書館                         | 公立   | 1929年（昭和4年）5月1日    | 志摩郡甲賀村           | 志摩市阿児町甲賀   | 甲賀小学校内   |
| 鵜倉簡易図書館                         | 公立   | 1931年（昭和6年）3月18日   | 度会郡鵜倉村           | 南伊勢町           | 鵜倉小学校内   |
| 神島青年図書館                         | 私立   | 1931年（昭和6年）7月1日    | 志摩郡神島村           | 鳥羽市神島町       | 神島小学校内   |
| 答志学校同窓会図書館                   | 私立   | 1931年（昭和6年）8月       | 志摩郡答志村           | 鳥羽市答志町       |                |
| 波切町立図書館                         | 公立   | 1932年（昭和7年）3月24日   | 志摩郡波切町           | 志摩市大王町波切   | 波切小学校内   |
| 菅島青年図書館                         | 私立   | 1933年（昭和8年）2月28日   | 志摩郡菅島村           | 鳥羽市菅島町       | 菅島小学校内   |
| 立神村立図書館                         | 公立   | 1933年（昭和8年）3月31日   | 志摩郡立神村           | 志摩市阿児町立神   | 立神小学校内   |
| 志島村青年図書館                       | 私立   | 1933年（昭和8年）4月2日    | 志摩郡志島村           | 志摩市阿児町志島   | 志島小学校内   |
| 片田村立図書館                         | 公立   | 1933年（昭和8年）7月20日   | 志摩郡片田村           | 志摩市志摩町片田   | 片田小学校内   |
| 穂原村立簡易図書館                     | 公立   | 1933年（昭和8年）12月1日   | 度会郡穂原村伊勢路     | 南伊勢町伊勢路     | 穂原小学校内   |
| 和具村立図書館                         | 公立   | 1933年（昭和8年）12月12日  | 志摩郡和具村           | 志摩市志摩町和具   |                |

終戦後の混乱を乗り切り、活動を再開した志摩地方の図書館は、鵜方村立図書館（2,100冊）、的矢村立図書館（300冊）、磯部村立図書館（595冊）、鳥羽町立図書館（700冊）、越賀村立図書館（300冊）、甲賀村立図書館（393冊）、波切町立図書館（130冊）の7館であるが、1950年（昭和25年）の図書館法制定により、三重県の図書館は8館まで減少し、志摩地方から一旦図書館が消滅した。鳥羽町では1951年（昭和26年）4月に鳥羽町立図書館（現鳥羽市立図書館）が復活し、磯部町でも1960年（昭和35年）4月1日に磯部町立図書館（現志摩市立磯部図書室）が開設された。その後、1991年（平成3年）3月31日に阿児町立図書館（現志摩市立図書館）、1997年（平成9年）7月1日に志摩町立図書館（現志摩市立志摩図書室）が開館した。
南伊勢町域では戦後、図書館が復活することはなく、2017年現在、旧南勢町域に「みなみいせ図書室」、旧南島町域に「なんとうふれあい図書室」が設置されている。

### 映画などのロケ地
志摩地方は生活するには不便であるものの、その立体的な地形が映像表現において好まれ、映画やテレビドラマのロケ地に選ばれることがある。
- 浮草（小津安二郎監督、1959年大映）：志摩市大王町の大王埼灯台ほか
- 喜びも悲しみも幾歳月（木下惠介監督、1957年松竹） - 日本全国ロケのうちの一部
- 小さき勇者たち〜ガメラ〜（田﨑竜太監督、2006年松竹）：志摩市大王町波切ほか

## 陸の孤島から観光地へ
交通網の整備が進むにつれ、近鉄特急で名古屋から2時間程度、大阪から3時間程度と日帰り旅行が可能であること、美しいリアス式海岸の地形と温暖な気候から近鉄などの資本により志摩市を中心に観光地として開発された。総合保養地域整備法（リゾート法）の適用を受けた「三重サンベルト構想」では「鳥羽」・「南鳥羽・磯部」・「奥志摩」・「南勢」の4地区が指定され、志摩スペイン村が建設されたほか、既存施設の改修・移転等が行われた。一方で、志摩芸術村のように計画が放棄されたものもある。
- 起伏に富む地形を利用したゴルフコースが、周辺人口に対しては過多といえる4箇所[34]以上に造られた。
- 熊野灘沿岸部では潮の流れが強いため、遊泳が禁止されている砂浜が多いが、英虞湾などの内海は波が穏やかであるため海水浴場が15箇所ほどもあり[35]、こちらも周辺人口に対しては過多といえる。また、水族館も伊勢志摩に2箇所[36]存在する。
- 鳥羽市と志摩市には、大規模なホテル以外にも中小規模の旅館・民宿・ペンションなどが多数立地する。中小のものは漁師・海女との兼業である場合も多い。